# Saint-Vran
Saint-Vran é uma comuna francesa na região administrativa da Bretanha, no departamento Côtes-d'Armor. Estende-se por uma área de 28 km². Em 2010 a comuna tinha 789 habitantes (densidade: 28,2 hab./km²).